# Río Chocón Machacas
Le Chocón Machacas est un cours d'eau de l'est du Guatemala. 

## Géographie
Il prend sa source dans la Sierra de Santa Cruz, puis s'écoule en direction ouest-sud-ouest sur 53 km avant de rejoindre le Golfete Dulce.

## Écologie
Avec le Golfete Dulce et le Río Dulce, il constitue l'un des derniers habitats du lamantin des Caraïbes.